# Martín Salto y Huelves
Martín Salto y Huelves   (Huelves, 30 de gener de 1849 - Madrid, 20 de gener de 1891) va ser un advocat, noble i polític espanyol, marquès pontifici de Huelves.
Va néixer el 30 de gener de 1849 a Huelves, fill de Ramón Salto Gómez, natural de Tarancón, i d'Eusebia de Huelves Santos, natural de Rozalén del Monte. Advocat de professió, va ser cap superior de l'Administració Civil, diputat a Corts per la província de Puerto Rico, el 1879-1880 pel districte de Vega Baja i el 1884-1885 pel de Río Piedras, així com senador al Senat d'Espanya per la província d'Ourense entre 1884 i 1886. Va ostentar el títol de marquès pontifici de Huelves. Aquest títol va ser convertit en espanyol pel rei Alfons XII per Reial Decret de 20 de desembre de 1884, amb Reial Despatx de el 27 de desembre de 1884. També va ser condecorat amb la Gran Creu de l'Orde d'Isabel la Catòlica, i una comanadoria de l'Orde de Carles III el 1877. També va utilitzar el de marquès d'Orani pel seu matrimoni amb Ignacia Bernuy y Valda, i que encara va utilitzar durant la viduïtat. A la mort de la seva esposa, dedicada a la composició musical, Salto va fer-ne imprimir algunes el 1884 per perpetuar la seva memòria. Atès que no van tenir fills, es va casar en segones noces amb Carolina Cortés y Allonca, amb la que va tenir el seu fill Carlos, que va succeir-lo a la seva mort, succeïda a Madrid el 20 de gener de 1891, i heretant els títols el 15 de febrer de 1892.